# Didim
Didim est un chef-lieu de district de la province d'Aydın dans la région égéenne en Turquie.

## Géographie
La population de la ville de Didime est en assez forte croissance :
| Année | Population |
| ----- | ---------- |
| 1990  | 11 378     |
| 1997  | 20 797     |
| 2000  | 25 699     |
| 2007  | 31 746     |
| 2009  | 33 457     |

La ville est à 123 km de la capitale provinciale Aydın. Le district est une péninsule, il est limité au nord par le fleuve Méandre et par le lac Bafa. C'est un plateau calcaire limité au sud par le cap Takeağaç (Takeağaç Burun) ancien cap de Poséidon.
La couverture forestière est réduite et les zones non cultivées sont couvertes de maquis. En dehors de la route et de la zone côtière la région est peu développée.

## Histoire
En 1071, la bataille de Manzikert permet aux Seljoukides de s'installer en Anatolie, mais la région de Didim reste aux mains des byzantins. En 1261, elle passe aux mains des Menteşeoğulları. En 1414, le beylicat de Menteşe est définitivement annexé à l'empire ottoman naissant. Le village grec qui existait alors a pris le nom de Yoran ou Yeronda.
Après l'échange de populations consécutif au traité de Lausanne de 1923, la région est largement dépeuplée. En 1955, un tremblement de terre détruit le village. Les gens qui appelaient le site du temple d'Apollon Hisar (Château) reconstruisent le village à 1 km plus au sud et l'appellent Yenihisar (Château neuf) ou Yeniköy (Village neuf). En 1968, Yenihisar devient une commune. En 1991, Yenihisar est détaché du district de Söke et devient un nouveau district. En 1997, la ville prend son nom actuel Didim.

## Sites
Le district de Didim abrite deux sites majeurs de la période hellénistique, Milet et Didymes.